# Sestav šestih petstranih prizem
Sestav šestih petstranih prizem je v geometriji simetrična razporeditev šestih petstranih prizem, ki so razporejene vzdolž osi s petkratno vrtilno simetrijo dodekaedra.

## Sorodni poliedri
Sestav ima enako razvrstitev oglišč kot štirje uniformni poliedri:
| nekonveksni veliki rombiikozidodekaeder | veliki dodeciikozidodekaeder    | veliki rombidodekaeder              |
| prisekan veliki dodekaeder              | sestav šestih petstranih prizem | sestav dvanajstih petstranih prizem |

## Vir
- Skilling, John (1976), »Uniform Compounds of Uniform Polyhedra«, Mathematical Proceedings of the Cambridge Philosophical Society, 79 (03): 447–457, doi:10.1017/S0305004100052440, MR 0397554.